# Lidi di Comacchio
Lidi di Comacchio ou Lidi ferraresi est une série de sept stations balnéaires situés sur le littoral de la commune de Comacchio, en province de Ferrare, qui font partie de la riviera romagnole.
Ils sont nommés Lido di Volano, Lido delle Nazioni, Lido di Pomposa, Lido degli Scacchi, Porto Garibaldi, Lido degli Estensi et Lido di Spina.

## Les sept lidos
Ancien petit village de pêcheurs et animé toute l'année, Porto Garibaldi est le plus ancien des sept lidos. Il est situé à l'embouchure d'un long canal qui mène vers l'arrière-pays jusqu'à Ferrare. Et, outre d'être une station balnéaire, il est un important port-canal de pêche et de plaisance. Autrefois appelé Porto di Magnavacca, il doit son nom à Giuseppe Garibaldi, héros du Risorgimento, qui débarqua dans cette zone en 1849. 
Le Lido di Volano, le plus septentrional, est situé proche de l’embouchure du Pô de Volano. En plus de la plage, il possède une vaste pinède de 169 ha, qui s’étend vers le sud sur 6 km. Exposé au vent et aux courants marins, le lido di Volcano accueille principalement des visiteurs pratiquant des sports de glisse tels la planche à voile et le kitesurf.
Le Lido delle Nazioni avec sa plage de sable en pente douce est la station idéale pour des vacances en famille avec enfants. Sur la plage sont présentes de nombreuses attractions pour un public de jeunes comme des discothèques et structures touristiques en plein air. Sa particularité aussi est d'avoir nommé ses rues et ses places avec des noms de pays et parfois de continents. Il y est également possible de visiter une petite maison de pêcheur qui a abrité, le 3 août 1849, Giuseppe Garibaldi et sa femme Anita gravement malade.
Le Lido di Pomposa tout comme le Lido degli Scacchi sont  deux localités balnéaires distinctes qui se sont retrouvés réunies l'une à l'autre par l'expansion urbaine de ces dernières décennies. Dans ces deux lidos, chaque année, le 8 août, est célébrée une fête commémorant la création des lidos dans les années 1950-60.
Le Lido degli Estensi est le plus grand des sept lidos et porte le nom de la Maison d'Este. Il se distingue des autres lidos par la dimension de ses établissements balnéaires et par ses nombreuses boutiques de mode ainsi que pour la « vie nocturne » qui s'y prolonge tard dans la nuit. 
Le Lido di Spina est le lido le plus au sud et qui possède une des plages les plus longues de l’Adriatique marquant la limite avec la province de Ravenne. Immergées dans une oasis de dunes et de pinèdes séculaires, de petites et élégantes villas révèlent le caractère résidentiel de ce lido.